# Álftanes
Álftanes – miejscowość w południowo-zachodniej Islandii, położona na półwyspie Álftanes, między zatokami Skerjafjörður i Hafnarfjörður (stanowiące część Zatoki Faxa), około 5 km na zachód od miasta Garðabær i około 6 km od centrum Reykjavíku, zlokalizowanego po drugiej stronie Skerjafjörður. Wchodzi w skład gminy Garðabær, w regionie stołecznym Höfuðborgarsvæðið. Na początku 2018 roku zamieszkiwało ją blisko 2,6 tys. mieszkańców.
Po raz pierwszy wzmianka o mieście była spisana przez Sturla Þórðarson w Sadze o Islandczykach. 
Zabytkowy kościół zbudowano w latach 1780–1823, a w latach 1946–1948 poddano go gruntownemu remontowi. Witraże w kościele ilustrują historię Kościoła na Islandii. Ołtarz, autorstwa islandzkiego artysty Muggura, to tryptyk, namalowany w 1921. Wśród niektórych skarbów kościoła znajdują się precjoza wykonane przez Sigurðura Þorteinssona, takie jak cyborium z 1774.
W dzielnicy Álftanes Bessastaðir znajduje się rezydencja prezydencka. Od 1941 r. mieszkają tutaj prezydenci wyspy.

## Miasta partnerskie
- Gjøvik, Norwegia
- Næstved, Dania
- Gävle, Szwecja
- Rauma, Finlandia